# Andrew Bujalski

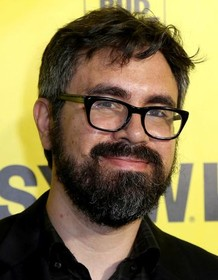
Andrew Bujalski

Andrew Bujalski (* 1977 in Boston) ist ein amerikanischer Independent-Filmregisseur.

## Werdegang
Bujalski debütierte 2002 als Autor und Regisseur mit Funny Ha Ha, 2005 folgte Mutual Appreciation – mit beiden Filmen wurde er zu einem zentralen Vertreter einer jungen unabhängigen Do-it-yourself-US-Filmszene, nach Tonfall und Stellenwert der Dialoge auch gern Mumblecore genannt. Bujalski, der in Harvard am Department of Visual and Environmental Studies seinen Abschluss machte, war Aushilfslehrer, Buchhändler und als Autor bei Studioprojekten engagiert. Beeswax ist sein dritter Langspielfilm.

## Stil
Bujalskis Spielfilme wurden vom österreichischen Kameramann Matthias Grunsky gedreht. Besonders die ersten drei seiner Filme zeichnen sich stilistisch durch den Einsatz von Handkamera und die Besetzung von Laiendarstellern aus und werden dem Mumblecore-Genre zugeordnet.

## Filmografie
- 2002: Funny Ha Ha
- 2005: Mutual Appreciation
- 2009: Beeswax
- 2013: Computer Chess
- 2015: Results
- 2017: Support the Girls
- 2019: Susi und Strolch (Lady and the Tramp)
- 2022: There there

## Auszeichnungen
- 2004: Funny Ha Ha: Bester Feature Film – Black Point Film Festival
- 2004: Funny Ha Ha: Someone to Watch Award – Independent Spirit Awards
- 2005: Mutual Appreciation: Bester Regisseur – Sidewalk Moving Picture Festival
- 2005: Mutual Appreciation: Bestes Drehbuch – Newport International Film Festival
- 2013: Computer Chess: Alfred Sloan Feature Film Price – Sundance Film Festival
- 2014: Computer Chess: Nominierung John Cassavetes Award – Film Independent Spirit Awards